# 加古川市斎場

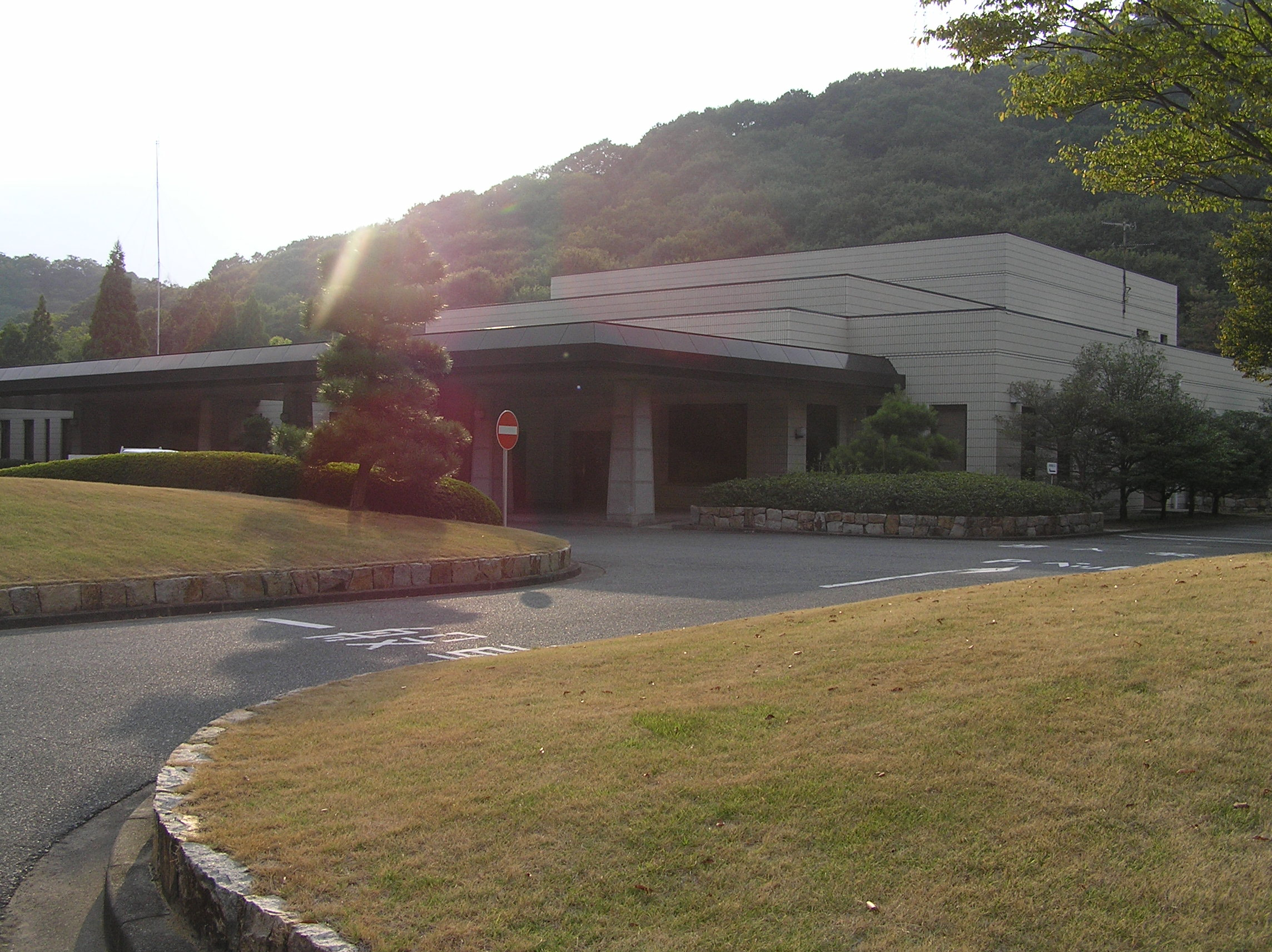
加古川市斎場

加古川市斎場（かこがわしさいじょう）は、加古川市上荘町白沢259-27にある加古川市営の斎場、火葬場。

## 概要
加古川市民の福祉の向上に寄与するため、火葬の施設として設置された斎場。加古川下流域、上荘橋の西方、約2.3kmの日光山暮園に隣接し緑に囲まれた山間の静かな環境に位置する。人体の場合、火葬から収骨までに要する時間は約2時間で当日の収骨となる。霊柩車の使用は、平成28年7月以降は所定の要件を満たした事業者が運行する場合に限られている
。加古川市民以外も利用可能。

## 業務内容
1. 遺体の火葬。
2. 胞衣、手術肢体等の焼却。
3. 小動物の火葬。
4. 前各号に掲げるもののほか必要な業務。

（以上、加古川市斎場の設置及び管理に関する条例 昭和61年9月30日 条例第15号による）

## 開場時間
- 午前9時から午後6時（ただし、市長が必要があると認めるときは、開場時間を臨時に延長し、又は短縮することができる。）[1]
- 休場日：1月1日、2日。施設の保守点検等のため市長が定める日（毎月2回）[1]。

## 火葬炉
- 竣工：昭和61年9月
- 火葬炉メーカー：宮本工業所。

## 交通アクセス
- JR加古川線市場駅より約2km。徒歩27分。厄神駅より3.34km。徒歩45分。
- 自動車：山陽自動車道三木小野ICより万歳橋経由約6km。

## 周辺情報
- 加古川温泉
- 白雲谷温泉
- 鍬渓温泉
- 加古川市立加古川養護学校
- 見土呂観光フルーツパーク、見土呂観光果樹園
- 加古川ゴルフクラブ
- 平荘湖